# Sonate pour piano no 2 de Scriabine
Pour les articles homonymes, voir Sonate pour piano (homonymie).
La Sonate pour piano no 2 op. 19 est une sonate pour piano d'Alexandre Scriabine en sol dièse mineur, aussi connue sous le nom de Sonate-Fantaisie. Composée en 1897, elle consiste en deux mouvements enchaînés sans interruption. Son exécution dure un peu plus de dix minutes. D'inspiration maritime selon certains, son premier mouvement peut évoquer le mouvement de la mer, le second inspirant la tempête.

## Discographie
- Alexander Scriabin, The complete piano sonatas, Ruth Laredo, piano, Nonesuch records, 1984, 1996
- Sviatoslav Richter, 1972 (enregistrée en live à Varsovie).